# Jéferson Luis Correa Carpes
Jéferson Luis Correa Carpes, meglio noto come Jé (Porto Alegre, 5 novembre 1983), è un giocatore di calcio a 5 brasiliano, campione del mondo con il Brasile nel 2012.

## Carriera
Con la nazionale maschile di calcio a 5 del Brasile ha vinto la Copa América 2011 e la Coppa del Mondo 2012. È stato inoltre convocato alla Coppa del Mondo 2016 nel quale il Brasile è stato eliminato agli ottavi di finale dall'Iran. A livello di club ha giocato prevalentemente in patria; tuttavia, sul finire della carriera, ha avuto alcune esperienze all'estero giocando nel campionato di Kazakistan, Spagna e Iran.

## Palmarès

### Club

#### Competizioni nazionali
- Campionato brasiliano: 5
Carlos Barbosa: 2009
Santos: 2011
Intelli: 2012, 2013
Joinville: 2017
- Coppa del Re: 1
ElPozo Murcia: 2015-16

#### Competizioni internazionali
- Coppa Libertadores: 2
Carlos Barbosa: 2010
Intelli: 2013

### Nazionale
- Campionato mondiale: 1

Thailandia 2012
- Coppa America: 1

Argentina 2011